# ICandy
iCandy Interactive ist ein australisches börsennotiertes Unternehmen, dessen Kerngeschäft die Entwicklung und Veröffentlichung von Handyspielen und digitaler Unterhaltung für ein globales Publikum ist. iCandy betreibt ein Portfolio von über 300 Handyspielen, die von über 350 Millionen Spielern weltweit gespielt werden.

## Beschreibung
iCandy wurde 2015 von Kin-Wai Lau gegründet. Firmensitz ist Perth.
iCandy Interactive Ltd (ASX:ICI) ist seit Februar 2016 an der australischen Wertpapierbörse notiert. Im Jahr 2020 startete iCandy ein Joint Venture mit Lemon Sky Studios. Im März 2021 übernahm iCandy Nextgamer.io für 1,29 Millionen Dollar. Im November 2021 übernahm iCandy die Firma Lemon Sky Studios für 44,5 Millionen Australische Dollar.
Animoca Brands ist im Besitz von 15,5 % aller Aktien der Firma iCandy Interactive Limited.

## Bekannte Spiele im Portfolio
Masketeers: Idle Has Fallen, Garfield, Astro Boy,  Claw Stars, Doraemon